# Liste der Biografien/Faa
Liste der Biografien |
Portal Biografien |
Personensuche
# |
A |
B |
C |
D |
E |
F |
G |
H |
I |
J |
K |
L |
M |
N |
O |
P |
Q |
R |
S |
T |
U |
V |
W |
X |
Y |
Z |
?
 
Fa |
Fe |
Ff |
Fh |
Fi |
Fj |
Fk |
Fl |
Fm |
Fn |
Fo |
Fr |
Ft |
Fu |
Fy
 
Faa |
Fab |
Fac |
Fad |
Fae |
Faf |
Fag |
Fah |
Fai |
Faj |
Fak |
Fal |
Fam |
Fan |
Fao |
Fap |
Faq |
Far |
Fas |
Fat |
Fau |
Fav |
Faw |
Fax |
Fay |
Faz
Die Liste der Biografien führt alle Personen auf, die in der deutschsprachigen Wikipedia einen Artikel haben. Dieses ist eine Teilliste mit 35 Einträgen von Personen, deren Namen mit den Buchstaben „Faa“ beginnt.

## Faa
- Faà di Bruno, Emilio (1820–1866), piemontesischer und italienischer Marineoffizier
- Faà di Bruno, Francesco (1825–1888), italienischer Offizier, Mathematiker, Ingenieur, Erfinder, Erzieher, Komponist und Geistlicher
- Faà di Bruno, Giuseppe (1815–1889), italienischer römisch-katholischer Priester und Generalrektor der Pallottiner

### Faab
- Faaborg, John R (* 1949), US-amerikanischer Ornithologe

### Faaf
- Faafoi, Kris (* 1976), neuseeländischer Journalist und Politiker der New Zealand Labour Party

### Faag
- Faager, Anders (1947–2019), schwedischer Sprinter
- Faagu, Lopesi (* 1960), amerikanisch-samoanischer Gewichtheber

### Faai
- Faʻaiuaso, Desmond (* 1984), samoanischer Stürmer (Fußball)

### Faal
- Faal, Saloum (* 1994), gambischer Fußballspieler
- Faal, Samba (* 1956), gambischer Politiker
- Faal, Sira-Anna (* 2000), deutsch-gambische Schauspielerin, Sängerin und RapperinSira-Anna Faal (* 2000)

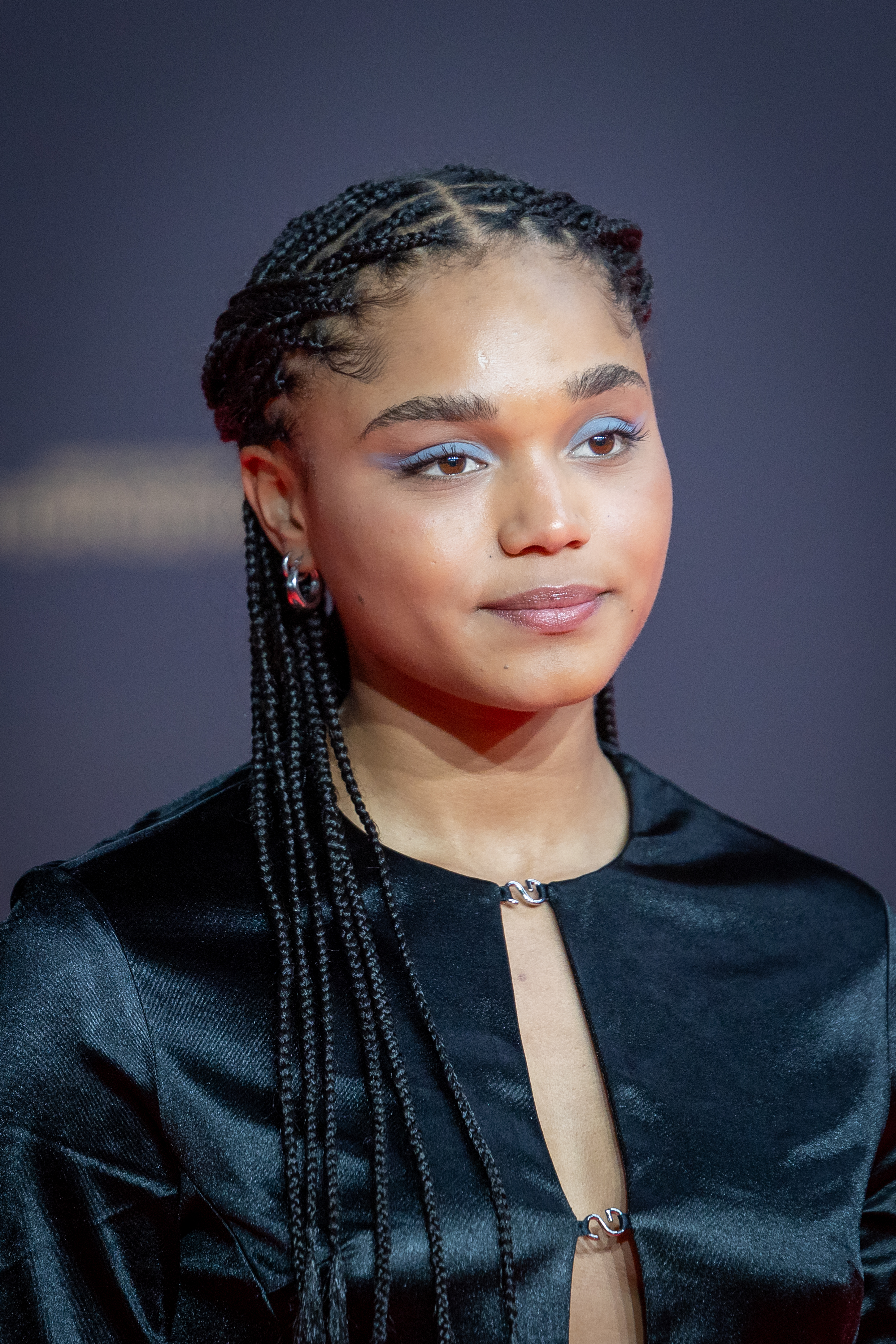
Sira-Anna Faal (* 2000)

- Faal, Tina (* 1952), gambische Politikerin
- Faal, Tuti, gambische First Lady
- Faal-Heim, Hannah, gambische methodistische Geistliche
- Faal-Sonko, Aminah (* 1954), gambische Politikerin
- Faalele, Daniel (* 1999), australischer American-Football-Spieler

### Faam
- Faámelu, Zi (* 1990), ukrainische Singer-Songwriterin

### Faan
- Faanhof, Henk (1922–2015), niederländischer Radrennfahrer

### Faar
- Fa’arodo, Henry (* 1982), salomonischer Fußballspieler
- Faarup, Christoffer (* 1992), dänischer Skirennläufer

### Faas
- Faas, Emil (1884–1906), deutscher Fußballspieler
- Faas, Hanspeter (* 1954), deutscher Gartenschaumanager
- Faas, Henri (1926–1990), niederländischer Redakteur von de Volkskrant
- Faas, Horst (1933–2012), deutscher Fotograf und Kriegsberichterstatter
- Faas, Margarethe (1902–1949), deutsche Bühnen- und Filmschauspielerin
- Faas, Robert (1889–1966), deutscher Fußballspieler
- Faas, Thorsten (* 1975), deutscher PolitikwissenschaftlerThorsten Faas (* 1975)

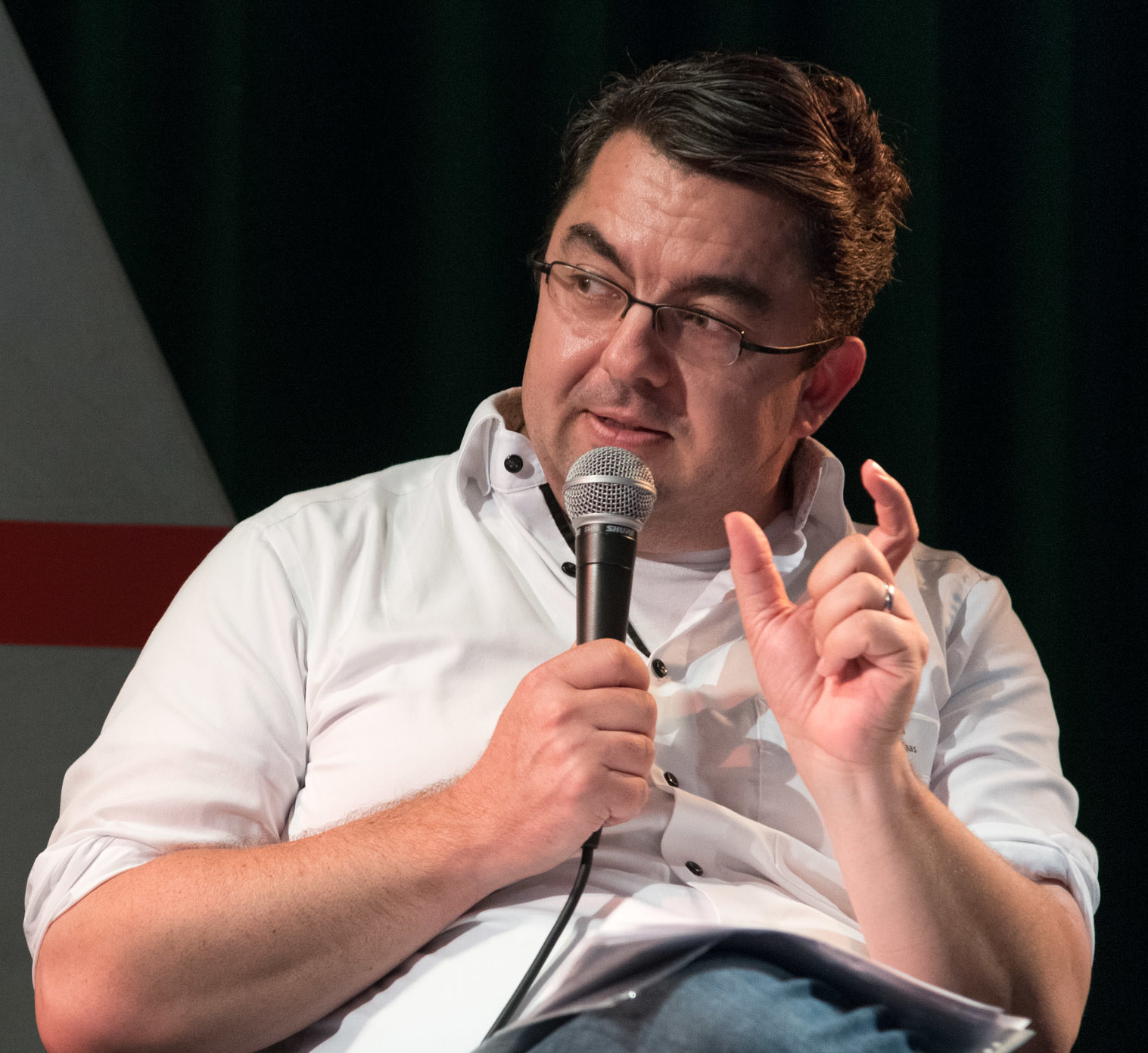
Thorsten Faas (* 1975)

- Faas-Hardegger, Margarethe (1882–1963), Schweizer Frauenrechtlerin und Gewerkschafterin
- Faase, Eveline (* 1958), niederländische Juristin
- Faass, Bruno (1882–1951), deutscher Bibliothekar
- Faass, Martin (* 1963), deutscher Kunsthistoriker
- Faassen, Ina van (1928–2011), niederländische Schauspielerin und Kabarettistin
- Faassen, Jorrit (* 1980), niederländischer Unternehmer

### Faat
- Faʻatonu, Elama (* 1994), US-amerikanischer Sprinter und Fußballspieler (Amerikanisch-Samoa)
- Faatz, Wilhelm (1891–1965), deutscher Generalarbeitsführer